# Александр Жані
Александр Жані (фр. Alex Jany, 5 січня 1929 — 18 липня 2001) — французький плавець і ватерполіст.
Призер Олімпійських Ігор 1948, 1952 років, учасник 1956 року.
Чемпіон Європи з водних видів спорту 1947, 1950 років.